# Kościół św. Stanisława Biskupa Męczennika w Wieluniu
Kościół św. Stanisława Biskupa Męczennika w Wieluniu - kościół parafialny w Wieluniu. Znajduje się w obrębie Osiedla Stare Sady.

## Historia
Parafia i kościół powstały wskutek gwałtownego rozwoju budownictwa mieszkaniowego w południowo-wschodniej części miasta Wielunia. Kościół budowano w latach 1989-99. Początkowo msze odprawiano w prowizorycznej kaplicy, później w tzw. "kościele dolnym", a od 25 grudnia 1998 w nowym kościele. Kościół został konsekrowany 7 maja 1999 roku. 

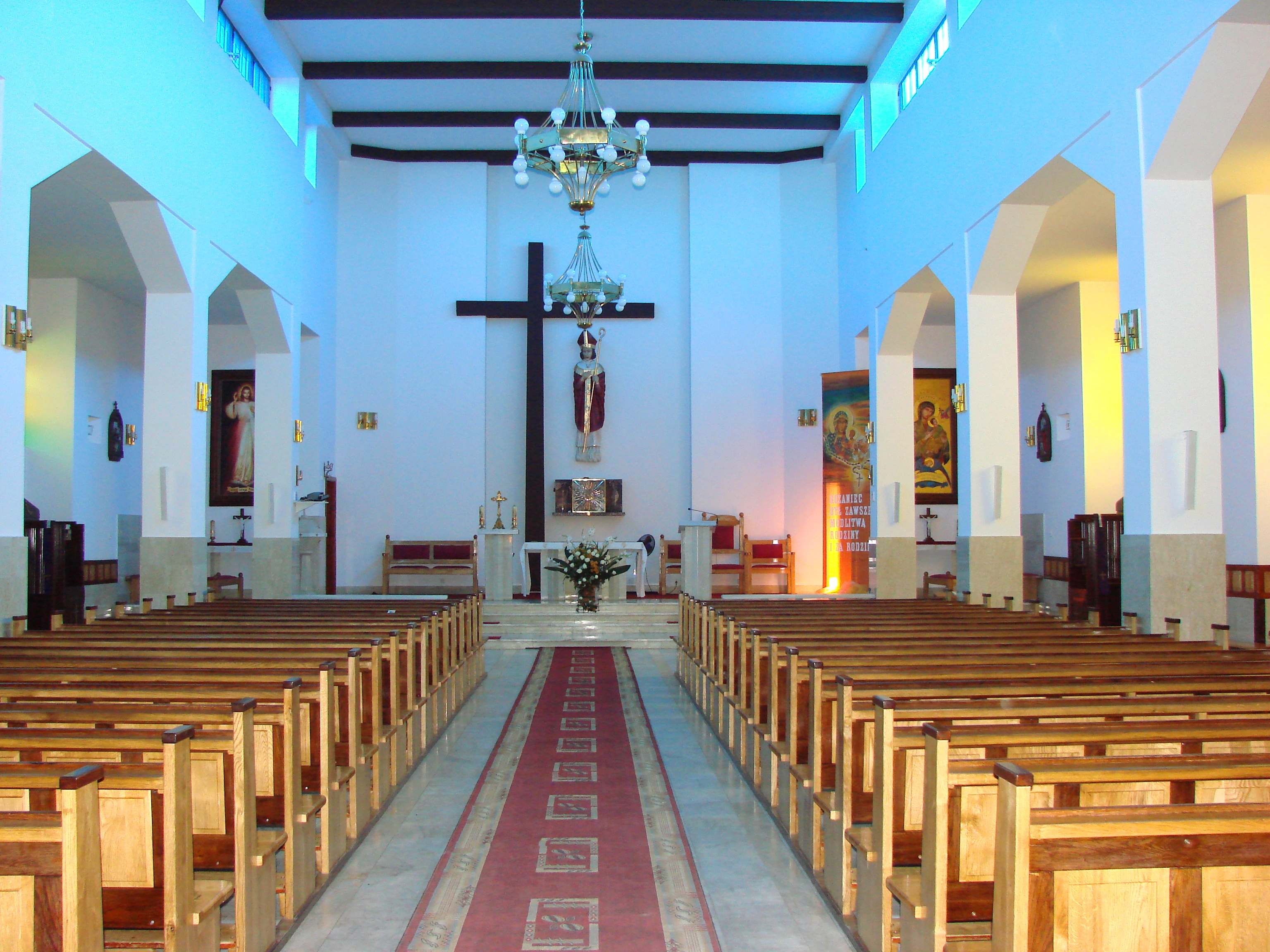
Wnętrze kościoła